# Boon Edam
Real Boon Edam è una società olandese che opera a livello mondiale nella produzione di porte girevoli e accessi di sicurezza.
La società è stata fondata nel 1873 come falegnameria ad Amsterdam e si trasferì a Edam nel 1970. Boon Edam è riuscita a diventare nel corso degli anni leader nel mercato internazionale delle porte girevoli e nella fornitura di accessi di sicurezza. In tutto il mondo Boon Edam ha più di 950 dipendenti in 15 diversi paesi e ha impianti di produzione nei Paesi Bassi, Stati Uniti d'America e Cina. L'azienda ha distributori esclusivi in oltre 60 paesi.